# Waiheke-eiland

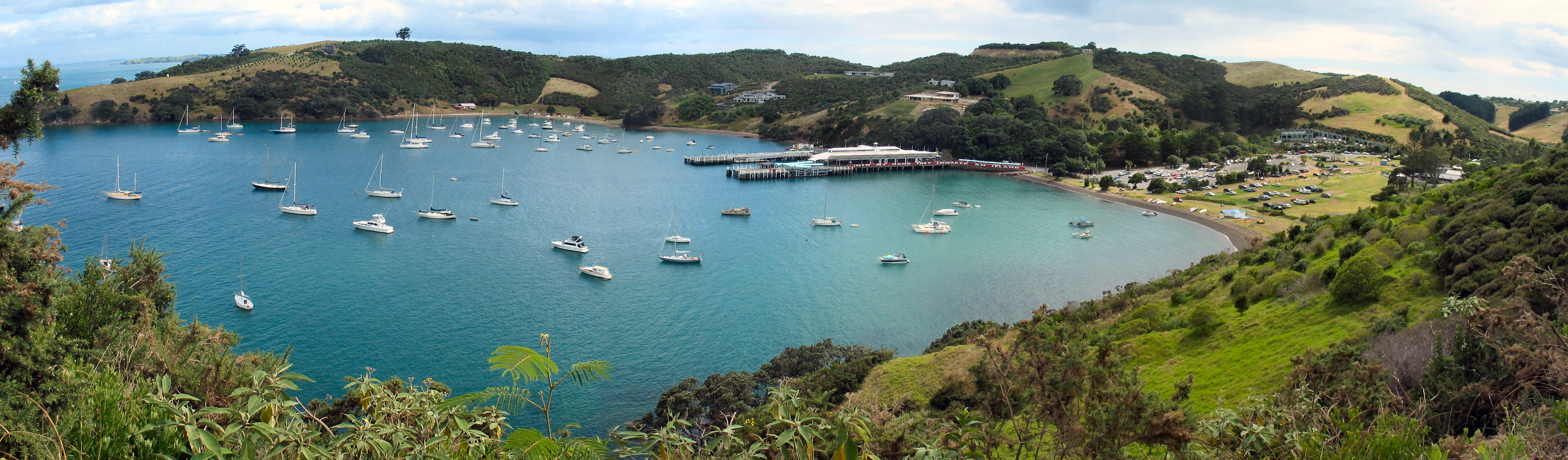
De Matiatia baai

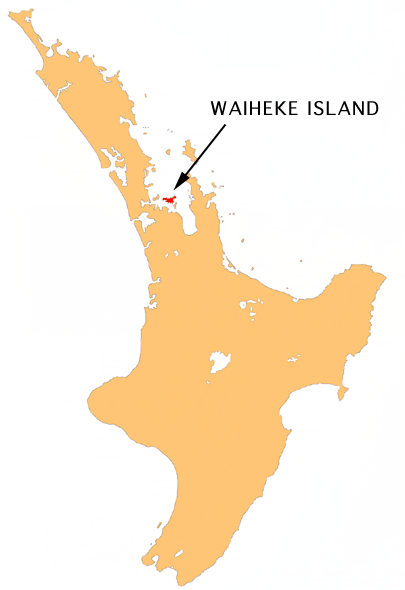
Ligging van het Waiheke-eiland

Waiheke-eiland (Maori: Te Motu-arai-roa) ligt in de Golf van Hauraki, op ongeveer 35 minuten varen afstand van Auckland in Nieuw-Zeeland. Het eiland is 19,3 km lang en heeft een totale oppervlakte van 92 km².
Het heeft een kustlijn van 133 km, waarvan 40 km strand. Het is het op een na grootste van de eilanden in de Golf van Hauraki (na Great Barrier eiland) en is het dichtstbevolkte en best bereikbare eiland. De haven van Matiatia aan de westkust ligt 17,7 km van Auckland en de oostkust is 21,4 km van Coromandel.
Het eiland is erg heuvelachtig met een aantal plateaus, het hoogste punt is Maunganui (231 meter). Het klimaat is over het algemeen warmer dan in Auckland, met minder regen en meer uren zonneschijn. Het eiland heeft een inwoneraantal van ongeveer 7000, maar in de vakantieperiodes, voornamelijk rondom kerst, verdrievoudigt het inwonertal door een groot aantal toeristen. Na het Noordereiland en Zuidereiland is dit het meest bevolkte eiland van Nieuw-Zeeland.
Naast toerisme zijn de wijnbouw en bouw de voornaamste werkgevers. Zo'n duizendtal bewoners pendelen elke werkdag per ferry naar Auckland. Er zijn twee lagere scholen en een middelbare school.
Waiheke-eiland heeft geen centraal water- en rioleringssysteem, ieder huis moet wettelijk z'n eigen watertoevoer en septische tank verzorgen. Elektriciteit wordt geleverd door het nationale elektriciteitsnet via onderzeese kabels van het Noordereiland vasteland. Daarnaast streeft Waiheke ernaar om zo milieuvriendelijk als mogelijk te zijn: inwoners worden verplicht om papier, plastic (meerdere soorten), blik en glas apart aan te bieden. Wie hier niet aan meewerkt, wordt bestraft met een boete. Daarnaast hebben de meeste huishoudens een vorm van recycling voor GFT-afval.
Er is een passagiers ferry vanuit Matiatia naar de Auckland binnenstad, en een gecombineerde ferry dienst voor passagiers en vrachtvervoer vanuit Kennedy Point naar Half Moon Bay in een oostelijke buitenwijk van Auckland.